# Jo Han-chul
Dans ce nom coréen, le nom de famille, Jo , précède le nom personnel Han-chul.
Pour les articles homonymes, voir Jo.
Jo Han-chul (hangeul : 조한철 ; RR : Jo Han-cheol ; MR : Cho Hanch'ŏl) est un acteur sud-coréen, né le 13 juin 1973 à Séoul. Il se fait connaître grâce aux séries télévisées 100 Days My Prince (2018), Vincenzo (2021), Hometown Cha-Cha-Cha (2021) et Jirisan (en) (2021).

## Biographie

### Jeunesse et formations
Jo Han-chul naît le 13 juin 1973 dans la place de Cheongdam (en) du quartier de Gangnam, à Séoul.
Lycéen, il passe régulièrement dans le quartier de Daehangno, au nord de Séoul, pour joindre un petit théâtre et y assister à des spectacles : « C'était mon rêve », déclare-t-il dans un entretien.
Jeune, il participe au département théâtre et film à l'université de Cheongju (en) (Chungcheong du Nord), et, plus tard, fréquente l'université nationale des arts de Corée à Séoul, d'où il partira diplômé de Master.

### Carrière
En 1998, Jo Han-chul commence sa carrière au théâtre, avec la pièce One Room (원룸),, avant d'obtenir, en 1999, un petit rôle dans le film dramatique Peppermint Candy (박하사탕, 2000) de Lee Chang-dong.
En 2005, il fait une petite apparition dans le film Conte de cinéma (극장전) de Hong Sang-soo.
Après des pièces de théâtres et des comédies musicales, il apparaît dans de différent rôle pour le film catastrophe Deranged (연가시, 2012) de Park Jung-woo, le suspense Hide and Seek (숨바꼭질, 2013) de Huh Jung, le thriller horrifique The Strangers (곡성, 2016) de Na Hong-jin, la comédie Luck Key (럭키, 2016) de Lee Gae-byoket à nouveau le catastrophe Pandora (판도라, 2016) de Park Jung-woo.
En février 2018, son contrat avec l'agence artistique Namoo Actors (en) prend fin : « J'étais en plein tournage de [la série] Mother (마더) qui vient de terminer, et ne l'ai pas renouvelé. ». Fin mars, il remplace Oh Dal-soo, qui a quitté son rôle à la suite d'un scandale sexuel, pour le deuxième volet Along With the Gods : Les 49 Derniers Jours (신과함께: 인과 연, 2018) de Kim Yong-hwa. En mai, l'agence Noon Company annonce que Jo Han-chul apparaîtra dans le rôle du roi pour la série 100 Days My Prince (백일의 낭군님), et : « c'est [son] premier drame historique en cinq ans depuis The Great Seer (대풍수, 2012) » — inédit en France.
En novembre 2019, il se joint à la série dramatique Nobody Knows (아무도 모른다, 2020) dans le rôle de Yoon Hee-seop, le président de la Fondation Shinsung.
En mars 2020, il apparaît dans le seconde saison de la série horrifique Kingdom (킹덤) sur Netflix, en tant que Won-yu, un parent éloigné du prince héritier Lee Chang (interprété par Ju Ji-hoon), en pleine terrible épidémie sous la période Joseon. En août, il assure sa participation dans le rôle secondaire, celui d'un employé d'un des meilleurs cabinets d'avocats en Corée du Sud, aux côtés de Song Joong-ki, dans la série Vincenzo (빈센조).
En avril 2021, selon son agence Noon Company, il confirme son apparition dans la série dramatique Hometown Cha-Cha-Cha (갯마을 차차차), une comédie romantique où il a pour rôle de jouer le propriétaire du bar-café dans un village de pêcheurs,. En mai, il retrouve le réalisateur Kim Yong-hwa qui lance un nouveau défi sur l'espace, en tant que scénariste, producteur et réalisateur pour son prochain film de science-fiction à gros budget The Moon (더 문, 2023),, dans lequel il est un saboteur.
En septembre 2022, il accepte d'incarner le personnage Yoon Jong-won, le père de Yoon Chae-ok (interprété par Han So-hee), pour la série horrifique Gyeongseong Creature (경성크리처, 2023) sur Netflix, ainsi que la seconde saison étant officialisée en novembre de la même année, il reprendra son rôle pour le prochain tournage.
Début janvier 2023, il se joint au premier long métrage Je m'appelle Loh Kiwan de Kim Hee-jin, retrouvant Song Joong-ki après la série Reborn Rich (재벌집 막내아들, 2022).

## Filmographie partielle

### Cinéma

#### Longs métrages
- 2000 : Peppermint Candy (박하사탕) de Lee Chang-dong : Park
- 2005 : Conte de cinéma (극장전) de Hong Sang-soo : le frère ainé de Sang-won
- 2010 : Finding Mr. Destiny (김종욱 찾기) de Jang Yoo-jeong : Yeon-Chool
- 2012 : Deranged (연가시) de Park Jung-woo : le chercheur
- 2013 : Hide and Seek (숨바꼭질) de Huh Jung : Jeong-nam
- 2016 : The Strangers (곡성) de Na Hong-jin : un inspecteur
- 2016 : Luck Key (럭키) de Lee Gae-byok : Il-seong
- 2016 : Pandora (판도라) de Park Jung-woo : le président de Shimwon E&C
- 2017 : The Mayor (특별시민) de Park In-je : le directeur de campagne de Yang Jin-joo
- 2017 : Chimmuk (침묵) de Jung Ji-woo : Jeong Seung-gil
- 2018 : Along With the Gods : Les 49 Derniers Jours (신과함께: 인과 연) de Kim Yong-hwa : le procureur
- 2018 : Default (국가부도의 날) de Choi Kook-hee : Lee Dae-hwan
- 2019 : Cheer Up, Mr. Lee (힘을 내요, 미스터 리) de Lee Gae-byok : Duk-goo
- 2019 : Black Money (블랙머니) de Jeong Ji-yeong : Kim Nam-gyoo
- 2019 : Destruction finale (백두산) de	Kim Byeong-seo et Lee Hae-joon : le colonel
- 2020 : Honest Candidate (정직한 후보) de Jang Yu-jeong : Nam Yong-Seong
- 2020 : Naega jugdeon nal (내가 죽던 날) : l'avocat
- 2021 : The Cursed (방법: 재차의) de Kim Yong-wan : Park Yong-ho (apparition exceptionnelle)
- 2021 : Heaven: To the Land of Happiness (헤븐: 행복의 나라로) d'Im Sang-soo
- 2023 : The Moon (더 문) de Kim Yong-hwa : le saboteur
- 2023 : Believer 2 (독전2) de Baek Jong-yeol : Lee Dae-hwan

Prochainement
- 2024 : Je m'appelle Loh Kiwan (로기완) de Kim Hee-jin : Yoon-seong

#### Court métrage
- 2013 : Hard to Say (숨바꼭질) de Lee Kwang-kuk

### Télévision

#### Séries télévisées
- 2009 : Iris (아이리스) : le capitaine Jeong
- 2015 : Healer (힐러) : Yoon Dong-won
- 2015 : The Producers (프로듀사) : le secrétaire Kim
- 2015 : Oh My Ghostess (오 나의 귀신님) : Dr Hong (caméo ; épisode 5)
- 2018 : 100 Days My Prince (백일의 낭군님) : le roi
- 2019 : Romance Is a Bonus Book (로맨스는 별책부록) : Bong Ji-hong
- 2020 : Nobody Knows (아무도 모른다) : Yoon Hee-seop
- 2020 : Kingdom (킹덤) : Won-yoo, oncle de Chang (seconde saison)
- 2020 : Once Again (한 번 다녀왔습니다) : Loan shark (apparition exceptionnelle ; trois épisodes)
- 2021 : Vincenzo (빈센조) : Han Seung-hyeok
- 2021 : Hometown Cha-Cha-Cha (갯마을 차차차) : Oh Choon-jae
- 2022 : The Sound of Magic (안나라수마나라) : le père de Yoon Ah-yi
- 2022 : Héros fragile (약한영웅 Class 1) : Oh Jin-won
- 2023 : La Course au succès (레이스) : Song Seon-tae
- depuis 2023 : La Créature de Kyŏngsŏng (경성크리처) : Yoon Jong-won (saison 1 et 2)[19],[20]
- 2025 : Spring of Youth : Jo Sang-heon

## Distinction
Nomination
- KBS Drama Awards 2022 : meilleur acteur dans un second rôle dans les séries télévisées Love All Play et The Law Cafe[22]